# AccuWeather
AccuWeather es una compañía estadounidense que presta servicios comerciales de pronóstico del tiempo en todo el mundo.
Fue fundada en 1962 por Joel N. Myers, un estudiante de la Universidad Estatal de Pensilvania que en ese momento trabajaba en una licenciatura en meteorología. Su primer cliente fue una compañía de gas en Pensilvania. Mientras manejaba su empresa, Myers se convirtió en miembro de la Facultad de Meteorología de su universidad. La compañía adoptó el nombre de AccuWeather en 1971.
La sede central de AccuWeather se encuentra en State College, Pensilvania, pero también cuenta con oficinas en el Rockefeller Center de Nueva York y en Fort Washington, Pensilvania. En el 2006, AccuWeather adquirió a WeatherData, Inc. de Wichita, Kansas.